# Sphaceloma murrayae
Sphaceloma murrayae är en svampart som beskrevs av Grodz. & Jenkins 1943. Sphaceloma murrayae ingår i släktet Sphaceloma och familjen Elsinoaceae.   Inga underarter finns listade i Catalogue of Life.